# Tettigometra sororcula
Tettigometra sororcula är en insektsart som beskrevs av Géza Horváth 1897. Tettigometra sororcula ingår i släktet Tettigometra och familjen Tettigometridae.
Artens utbredningsområde är Frankrike. Inga underarter finns listade i Catalogue of Life.